# Miquelon (hameau)
Pour les articles homonymes, voir Miquelon (homonymie).
Miquelon est un hameau de la municipalité d'Eeyou Istchee Baie-James, en Jamésie, au Québec. Il est situé sur la route 113.

## Histoire
En 1956, le secteur est relié par une route gravelée menant à Rapide-des-Cèdres. La même année, le hameau est fondé, pour accueillir des prospecteurs, mineurs et travailleurs forestiers. Une scierie y est fondée et la mine Chesbar opère au sud, L'année suivante, la communauté est reliée par la ligne de chemin de fer entre Beattyville et Chibougamau.

## Administration
Dès 1971, Miquelon est administré par la Municipalité de la Baie-James. Dissoute en 2013, elle est remplacée par le Gouvernement régional Eeyou Istchee Baie-James, qui administre notamment les affaires du hameau.

## Toponymie
Longeant la rivière O'Sullivan, qui relie les lacs Waswanipi et Pusticamica, l'endroit était connu des Algonquins sous le nom de Pakitamakak qui signie « au-dessus de la montagne ». Le hameau porte le nom de Jacques Miquelon, ministre québécois des Terres et Forêts en 1960 et député d'Abitibi-Est.

## Attraits
- Cascade sous l'ancienne voie ferrée ;
- Chasse à l'orignal, l'ours noir, et au petit gibier ;
- Pêche au doré, au brochet, et au corégone.